# Bonne de Savoie (1449-1503)
Pour les articles homonymes, voir Bonne de Savoie.
Bonne de Savoie, en italien Bona di Savoia, née en août 1449 au château d'Aveillane (Avigliana) et morte le 17 novembre 1503 à Fossano, est une princesse de la maison de Savoie, fille du Louis Ier de Savoie. Elle devient duchesse de Milan par son mariage avec Galéas Marie Sforza, puis régente du duché après l'assassinat de son époux.

## Biographie

### Origines
Née au château d'Aveillane, dans le val de Suse, en août 1449, elle est le treizième enfant de Louis Ier de Savoie (1413-1465), duc de Savoie, prince de Piémont, et d'Anne de Lusignan (1419-1462), fille de Janus (1375-1432), roi de Chypre et de Charlotte de Bourbon (1388-1422),,.
Bonne de Savoie appartient à une nombreuse fratrie. Parmi ses frères et sœurs, l'aîné, Amédée, succède à leur père, et Charlotte épouse le nouveau roi de France, Louis XI. Du fait de la mort de ses parents en 1462 et 1465, Bonne et ses sœurs sont élevées à la cour de France. 

### Premier projet d'union
Le roi Louis XI souhaite nouer une alliance pour sa belle-sœur avec Édouard IV, tout comme le conseiller de ce dernier, Richard Neville. Des négociations sont engagées, mais le projet avorte, le roi ayant épousé secrètement Élisabeth Woodville.

### Mariage
En juillet 1461, le roi se tourne vers son ami, le duc de Milan Francesco Sforza, et la maison de Savoie avec, en prime le renoncement des prétentions françaises sur Gênes et Savone. Bien que plutôt lié aux Aragonais du royaume de Naples, François Sforza accepte les alliances. Le 24 avril 1467, Galéas Marie II (1444-1476), fils aîné et successeur depuis le 8 mars 1466 de Francesco Sforza, se retrouve en effet veuf de Dorothée Gonzague et choisit pour se remarier la fille de son allié Louis Ier de Savoie, Bonne, selon le conseil de Louis XI.
Le mariage par procuration a lieu au château d'Amboise, résidence de la reine Charlotte de Savoie, le 10 mai 1468,,, en présence de Tristano Sforza, demi-frère et représentant de Galéas Marie. Le 7 juillet, à la cathédrale de Milan, ont lieu les épousailles de Bonne, âgée de 18 ans, avec Galéas Marie, duc de Milan.
Vivant au château des Sforza à Milan, le Castello Sforzesco, Bonne se consacre à ses quatre enfants qui naissent entre 1469 et 1473.

### Régence
La vie politique de Bonne ne commence qu'après l'assassinat de son mari, le 26 décembre 1476. Son fils Jean Galéas n'a que sept ans et demi lorsqu'il se trouve devenir le nouveau duc de Milan. Bonne assume la régence pour son fils et choisit pour la conseiller Cicco Simonetta, le secrétaire de son défunt mari, qui, en 1473, à l'occasion d'une maladie grave, l'avait déjà désigné comme tuteur de son fils.
Galéas Marie Sforza à peine enseveli, des troubles provoqués par ses oncles, Ludovic en tête et, dans son sillage, Ascanio, Sforza Maria, Ottaviano, et Filippo Maria vont venir troubler cette régence. Dès février 1477, force est d'attribuer à chacun des frères une résidence, contrainte à laquelle Bonne se plie avec le soutien de Louis III Gonzague, le marquis de Mantoue. Puis, forts d'avoir maté une insurrection génoise, ils s'en prennent à Cicco Simonetta qui, selon eux, détient trop de pouvoir dans le gouvernement du duché. L'un de leurs affidés, Donato del Conte, ayant été incarcéré en mai 1477, le conflit tourne à la rébellion mais les frères révoltés subissent une déconfiture et ils se retrouvent assignés à résidence, jugés et exilés.
Bien que débarrassée pour un temps de Ludovic, la quiétude n'est pas pour autant au rendez-vous pour la régente car l'année 1478 commence sous de mauvais auspices : la disette et une épidémie subséquente frappent le duché.
Au plan du maintien de l'ordre et de la paix, les choses ne vont pas mieux. Le 1er juillet, les troupes milanaises sont battues à Busalla, par une armée de rebelles génois menés par Roberto Sanseverino, un affidé des frères rebelles.
L'année se termine mal : le 28 décembre, la bataille de Giornico dite des Grosses Pierres (Sassi grossi) opposant l'armée milanaise aux montagnards tessinois se conclut par la victoire des troupes suisses et la perte pour le duché de la Léventine (Valle Leventina) rendue aux Uranais comme prévu.
Début 1479, Ludovic refait surface. Accompagné de Sforza Maria et de Roberto Sanseverino, il se fait hors-la-loi et effectue des razzias en Toscane puis, en compagnie d'Obietto Fieschi, en pays génois. Les deux frères sont jugés rebelles et leur butin confisqué. Peu après, en juillet 1479, Sforza Maria meurt empoisonné. Le bruit courut que le meurtre de Sforza Maria avait été commandité par Cicco Simonetta. Ludovic assume le titre de duc de Bari. Désormais, c'est avec une troupe de 8 000 hommes que se déplacent les trois brigands qui prennent Tortona en août 1479 et sèment la terreur dans la région d'Alexandrie.

### Perte du pouvoir
À Milan, une véritable levée de boucliers a lieu dans les rangs des notables gibelins pour se débarrasser définitivement de Ludovic. Cependant, Cicco Simonetta, sa famille et un certain nombre de ses affidés sont arrêtés à la mi-septembre 1479. Ludovic a désormais les moyens d'imposer sa volonté et, dès le lendemain, Bonne se voit contrainte de nommer Ludovic premier gouverneur du duché. C'est maintenant Ludovic qui gère le gouvernement de Milan et les alliances, en l'occurrence avec Naples, Florence et Ferrare, de même qu'un accord est conclu prévoyant le mariage de Jean Galéas avec Isabelle de Naples.
Le 7 octobre 1480, Ludovic s'empare de son neveu Jean Galéas, le soustrayant ainsi à l'emprise de Bonne. Cicco Simonetta est décapité fin octobre, et, en novembre, Bonne est emprisonnée à Abbiategrasso puis exilée au Piémont.
Bonne est autorisée à rentrer à Milan en septembre 1482 et, en décembre 1483, elle se retrouve à nouveau incarcérée à Abbiategrasso à la suite d'une conjuration organisée contre Ludovic par Luigi da Vimercate.

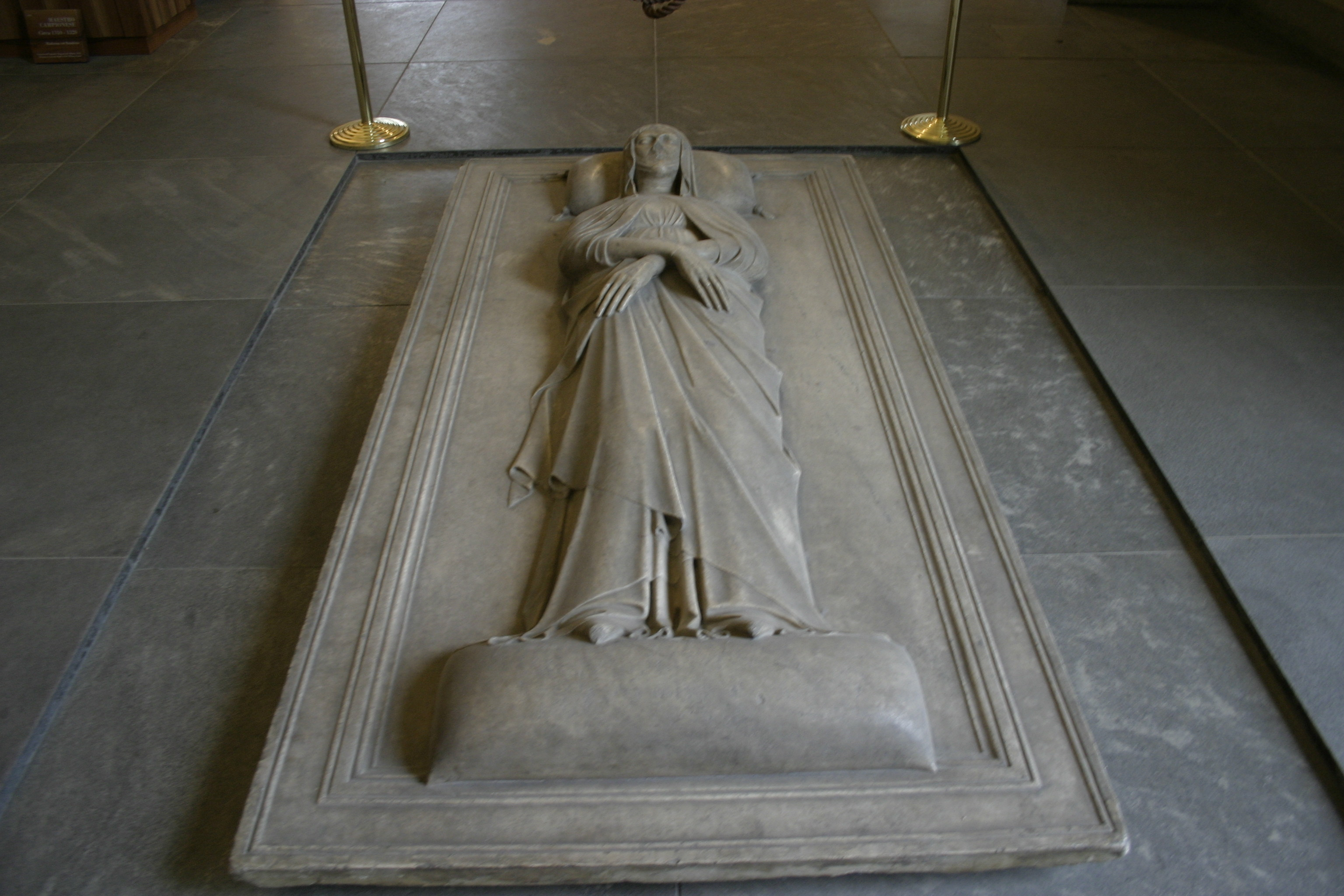
Tombe de Bonne de Savoie au Castello Sforzesco à Milan

Le 22 octobre 1494, Jean Galéas II meurt et Ludovic devient le nouveau duc de Milan. L'année suivante, Bonne part pour la France, à Tours d'abord, puis à Lyon.
En 1500, elle obtient de son neveu Philibert II de Savoie un domaine à Fossano dans le Piémont. C'est là qu'elle meurt, le 17 novembre 1503, âgée de 54 ans. Entre-temps, Ludovic a été destitué par le roi de France, Louis XII. Ses restes reposent désormais au Castello Sforzesco, le château des Sforza, où elle vivait du temps où elle était duchesse.

## Famille
Bonne épouse Galéas Marie Sforza, en mai 1468, ils ont quatre enfants :
- Jean Galéas II (1469-1494), qui succède à son père et épouse Isabelle de Naples (1470-1524) ;
- Ermes (1470-1503), qui devient marquis de Tortona ;
- Blanche-Marie (1472-1510) qui épouse, en 1474, en premières noces le duc de Savoie et son cousin, Philibert Ier, puis en 1493, l'empereur Maximilien Ier ;
- Anna (1476-1497), qui épouse, en 1491, Alphonse Ier d'Este, duc de Ferrare.